# Perspectiva espinha de peixe

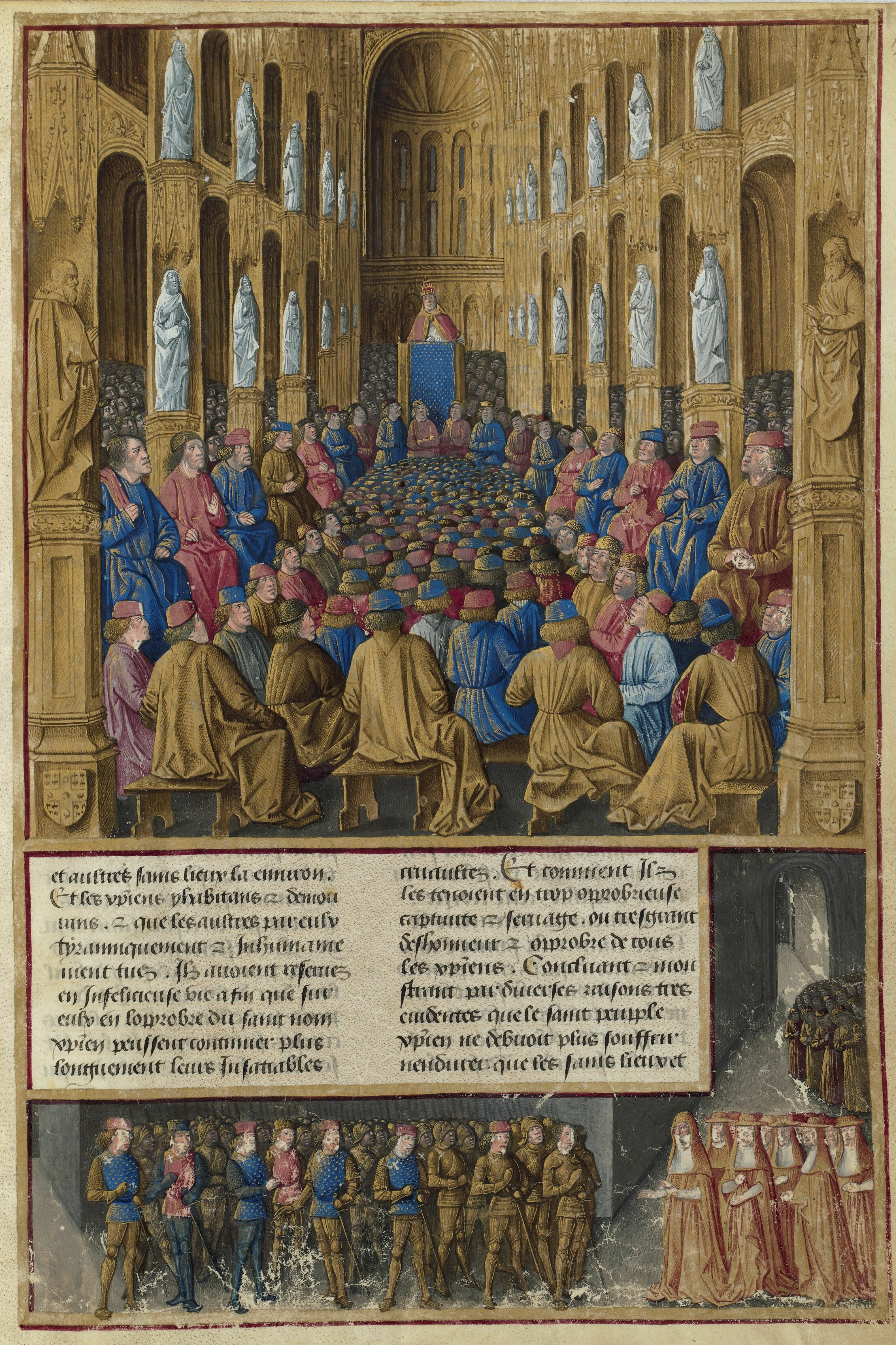
Papa Urbano II pregando no Concílio de Clermont de Sébastien Mamerot. As diagonais convergem para um eixo central e não para o ponto de fuga.

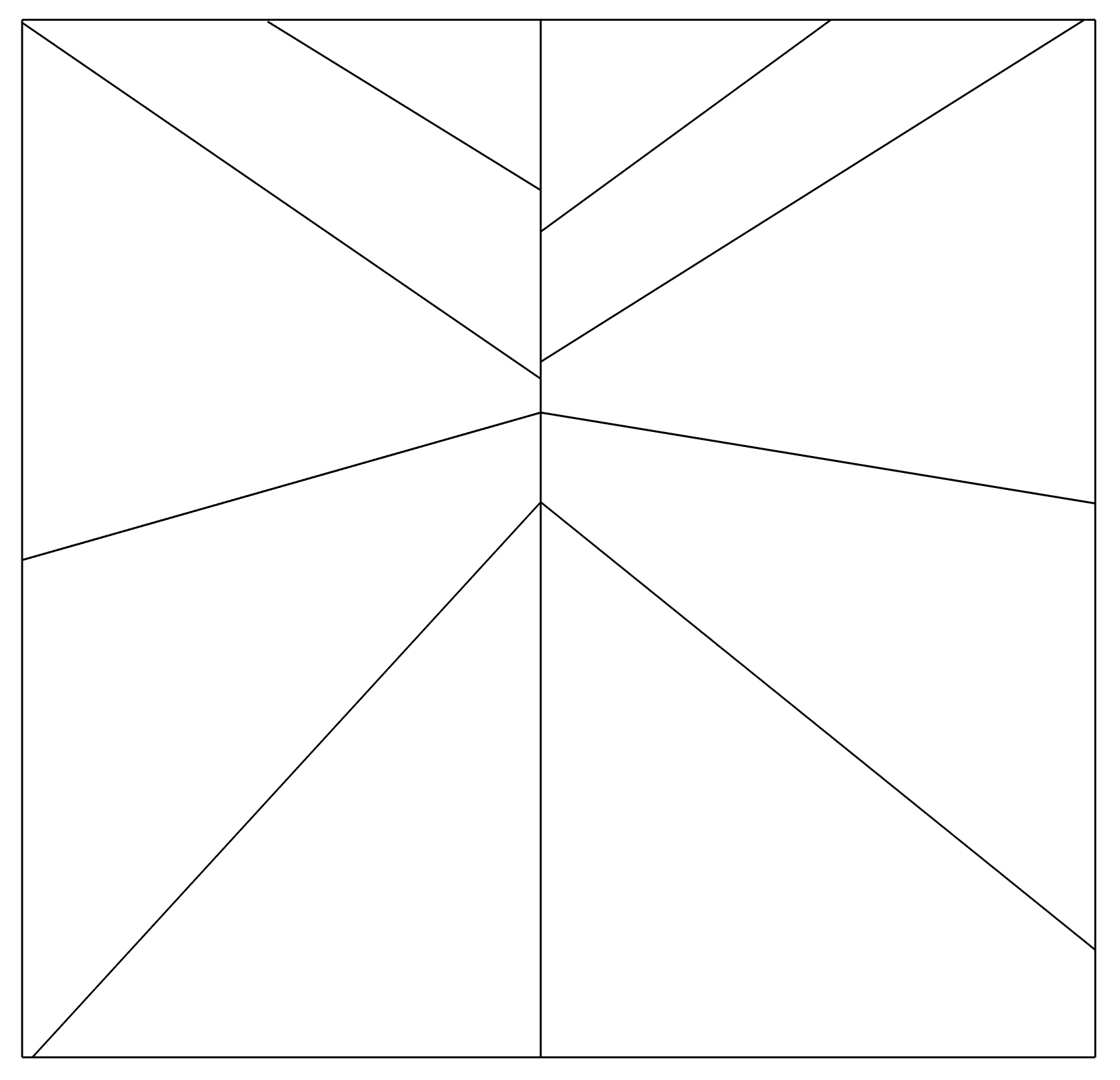
Estrutura de espinha de peixe presente na pintura de Sébastien Mamerot.

A perspectiva espinha de peixe, também chamada de perspectiva de eixo de fuga, marcou época no período clássico greco-romano e se estendeu até o período medieval. Nesse espaço de tempo, muitos artistas abandonaram por completo qualquer intenção de alcançar uma ilusão de profundidade realista.
A influência dos esforços gregos (e romanos, em evolução à arte grega), no entanto, permaneceu viva e os artistas pré-perspectivistas usaram as linhas diagonais como forma de obtenção de espaço, pois ainda não tinham se dado conta da existência do ponto de fuga. Foi esse sistema empírico que ficou conhecido como espinha de peixe.[nota 1]
Na estrutura, que faz lembrar a espinha de um peixe, as retas inclinadas, responsáveis pela criação da sensação de profundidade, convergem para um eixo central. Erwin Panofsky apresenta em seu livro, "perspectiva como forma simbólica", exemplos dessa modalidade de representação. O processo adota um grau de convergência relativamente arbitrário, estando sujeito tão somente à percepção do pintor. Aumont reafirma tratar-se de um pseudo-sistema ou de um quase-sistema.

## Nota
[nota 1] ^  Decoração de uma parede, de Bocoreale, "quarto estilo" sec. I, Museo Nazionali, Napoli.